# Uiskoje
Uiskoje (russisch У́йское) ist ein Dorf (selo) in der Oblast Tscheljabinsk in Russland mit 7352 Einwohnern (Stand 14. Oktober 2010).

## Geographie
Der Ort liegt gut 120 km Luftlinie südwestlich des Oblastverwaltungszentrums Tscheljabinsk in den südöstlichen  Ausläufern des Ural. Er befindet sich überwiegend am linken Ufer des Tobol-Nebenflusses Ui.
Uiskoje ist Verwaltungszentrum des Rajons Uiski sowie Sitz der Landgemeinde Uiskoje selskoje posselenije, zu der außerdem die Dörfer Brjuchowo (8 km südlich), Jarinka (5 km nördlich) und Woronino (11 km westlich) sowie die Siedlungen Fominski (16 km westlich), Glasunowka (8 km südwestlich), Gorki (3 km südlich) und Oktjabrski (11 km nordwestlich) gehören.

## Geschichte
Das Dorf geht auf einen 1742 errichteten, nach dem Fluss Ui benannten Ostrog zurück. Gegen Ende des 18. Jahrhunderts entstand dort die Staniza Uiskaja, als Siedlung auch unter der Namensform Uiski. 1926 wurde das Dorf Verwaltungssitz eines nach ihm benannten Rajons.

### Bevölkerungsentwicklung
| Jahr | Einwohner |
| ---- | --------- |
| 1897 | 1979      |
| 1939 | 2857      |
| 1959 | 3988      |
| 1970 | 4804      |
| 1979 | 6188      |
| 1989 | 7146      |
| 2002 | 7724      |
| 2010 | 7352      |

Anmerkung: Volkszählungsdaten

## Verkehr
Am Ostrand von Uiskoje führt die Regionalstraße 75K-006 von Tschebarkul an der föderalen Fernstraße M5 Ural  nach Magnitogorsk vorbei. Die nächstgelegene Bahnstation befindet sich etwa 40 km östlich in Utschaly im benachbarten Baschkortostan, Endpunkt einer Strecke von Miass.

## Söhne und Töchter des Ortes
- Alexander Tichonow (* 1947), Biathlet (vierfacher Olympiasieger) und Sportfunktionär